# Anthrenoides zanellai
Anthrenoides zanellai är en biart som beskrevs av Urban 2005. Anthrenoides zanellai ingår i släktet Anthrenoides och familjen grävbin. Inga underarter finns listade i Catalogue of Life.